# Idaea incolorata
Idaea incolorata là một loài bướm đêm trong họ Geometridae.